# Teatro Verdi (Salerne)

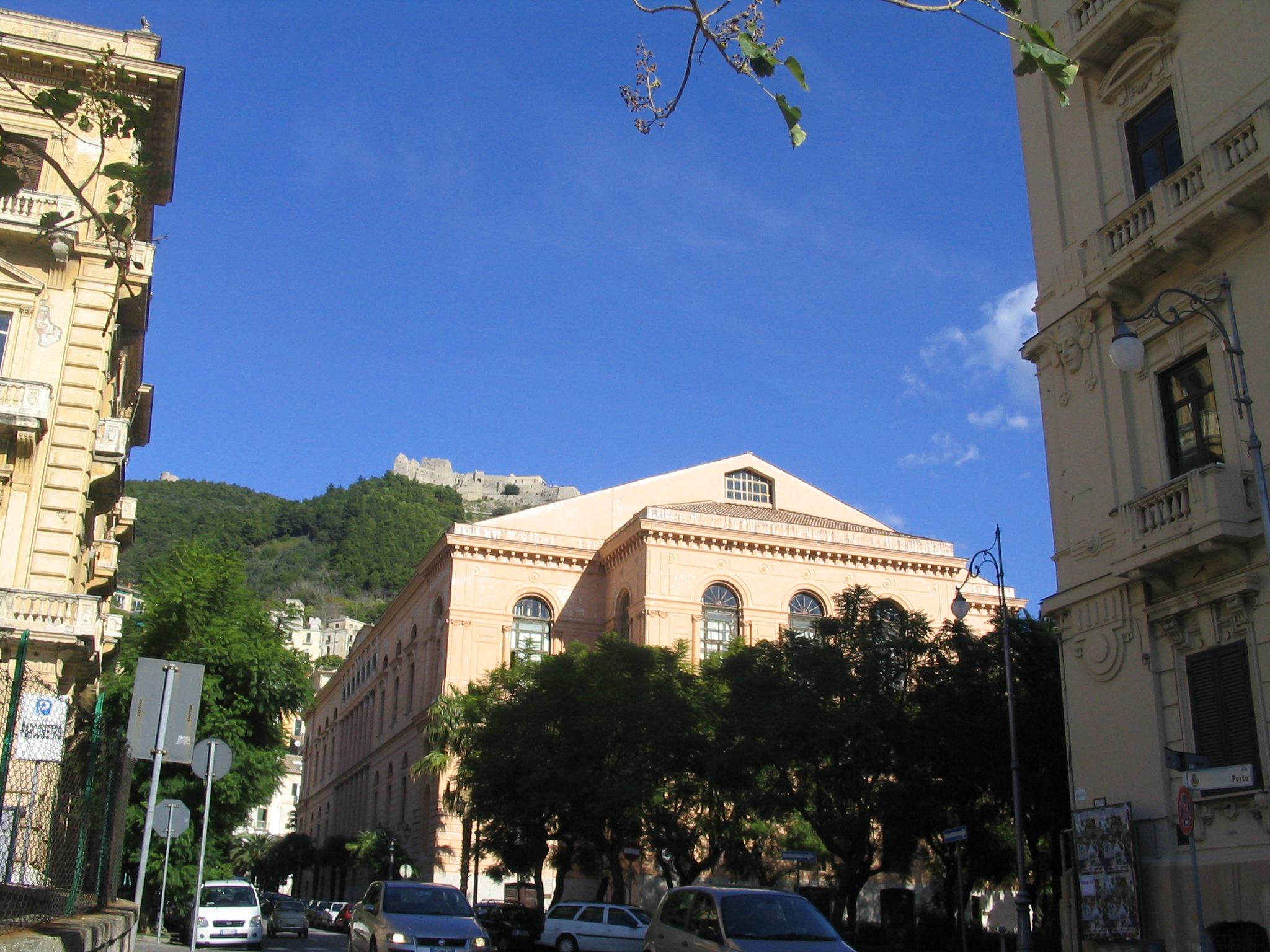
Le "Théâtre Verdi" de Salerne

Le Théâtre Verdi est le théâtre-opéra de Salerne, construit entre 1863 et inauguré en 1872.

## Architecture
Le théâtre a une capacité de 610 places. Son projet fut lancé par Matteo Luciani, premier maire de la ville, juste après l'unité italienne. Il est basé sur le Théâtre San Carlo de Naples, mais en proportion 5 fois plus petit.
Le rideau de scène a été réalisé par Domenico Morelli et avait été défini comme le « plus beau existant en Italie » où est représentée la Fuite des Sarrasins de Salerne en 871.
L'inauguration se fit avec Rigoletto en 1872 (certains prétendent I Normanni a Salerno de Temistocle Marzano). Le nom du compositeur n'a été donné au théâtre qu'à son décès en 1901.

## Directeurs
Depuis 2007, le directeur artistique est Daniel Oren.